# Македонци
Македонци (болг. Македонци) — село в Болгарии. Находится в Кырджалийской области, входит в общину Кырджали. Население составляет 146 человек.

## Политическая ситуация
В местном кметстве Македонци, в состав которого входит Македонци, должность кмета (старосты) исполняет Дургут Дурали Ахмед (Движение за права и свободы (ДПС)) по результатам выборов правления кметства.
Кмет (мэр) общины Кырджали — Хасан Азис (Движение за права и свободы (ДПС)) по результатам выборов в правление общины.